# António Saraiva
António Saraiva (Peso da Régua, 3 maggio 1934 – Portimao, 7 maggio 2018) è stato un calciatore portoghese, di ruolo difensore.

## Carriera
Con il Benfica vinse tre campionati portoghesi (1960, 1961, 1963), due Coppe dei Campioni (1961, 1962) e una Coppa di Portogallo (1962).